# Lemmecourt
Lemmecourt là một xã, nằm ở tỉnh Vosges trong vùng Grand Est của Pháp. Xã này có diện tích 1,78 kilômét vuông, dân số năm 1999 là 35 người. Xã này nằm ở khu vực có độ cao trung bình 362 m trên mực nước biển.

## Biến động dân số
| 1962                                         | 1968 | 1975 | 1982 | 1990 | 1999 |
| -------------------------------------------- | ---- | ---- | ---- | ---- | ---- |
| 32                                           | 35   | 28   | 27   | 32   | 35   |
| Số liệu từ năm 1962: Dân số không tính trùng |      |      |      |      |      |